# Academia Nacional de Ciencias de Buenos Aires

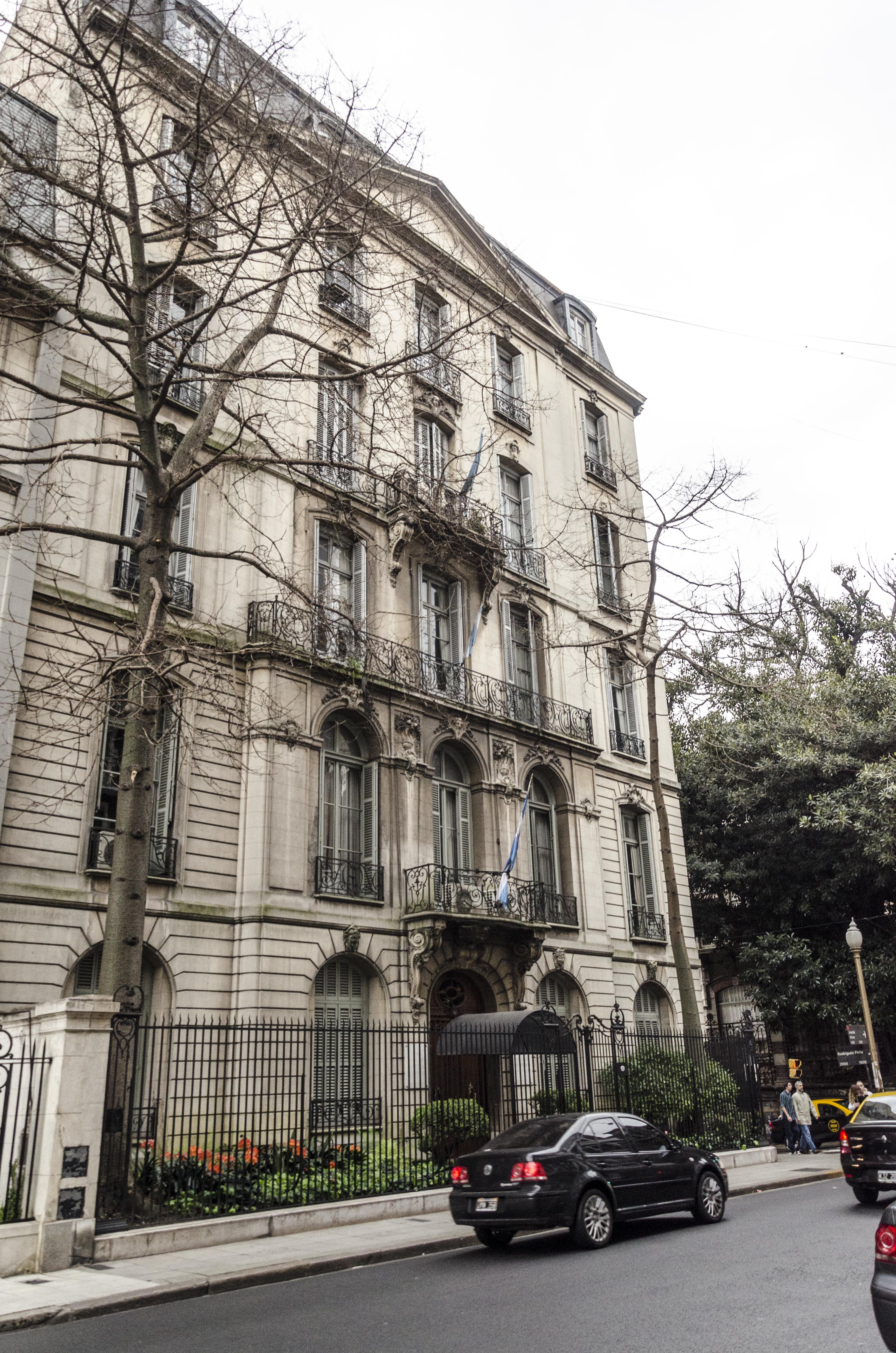
Frente de la Casa de las Academias Nacionales.

La Academia Nacional de Ciencias de Buenos Aires fue fundada como entidad privada en Buenos Aires, Argentina, el 8 de octubre de 1935, por un grupo de 18 prestigiosas figuras pertenecientes a distintas ramas de la ciencia. Su estatuto fue aprobado en sesión del 30 de octubre de 1935. Está dedicada a estudiar y dilucidar cuestiones científicas y técnicas que contribuyan al progreso del país y al bienestar general, a promover y difundir investigaciones científicas y técnicas, especialmente en  campos interdisciplinarios, también  a estructurar la jerarquización de sus diversas actividades y aplicaciones. Está reconocida por el Gobierno Nacional de la Argentina y desde 1980 funciona en la Casa de las Academias Nacionales..
Al elaborar las bases para la constitución de la Academia, el Dr. Mario A. Rivarola, uno de los fundadores, afirma que su misión consistiría en "fomentar la especulación científica por el estudio de los problemas, en los aspectos de todas sus disciplinas y exponer en público el resultado de las investigaciones".

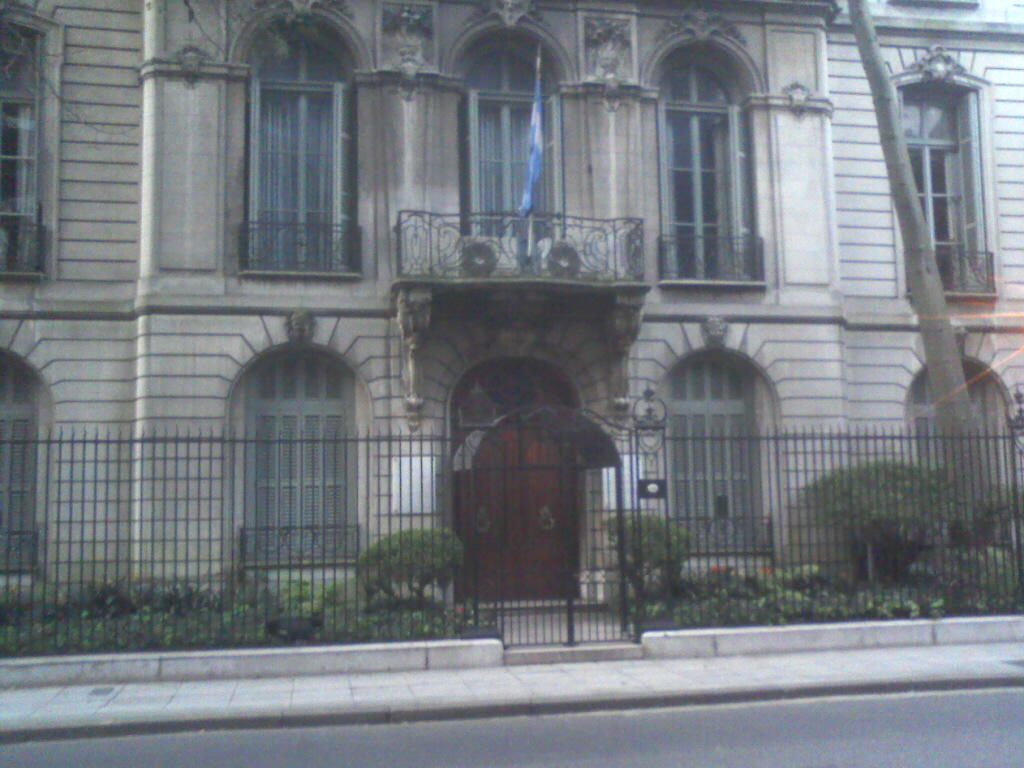
Casa de las Academias Nacionales, su sede.

El 2 de mayo de 1960, el Decreto N° 2245 del presidente Arturo Frondizi le dio carácter nacional a la Academia, que pasó a tener su actual nombre. Entre las personalidades que fueron miembros de la entidad se encuentran el premio Nobel Luis Federico Leloir y René G. Favaloro.

## Misión
La Academia es una entidad de transferencia de información científica, donde se instituyen becas, estímulos y premios para trabajos científicos y sus aplicaciones, y se fomenta el desarrollo de las distintas ramas de la ciencia por medio de conferencias, seminarios y jornadas que, permanentemente, llevan a cabo sus institutos y centros.

## Gobierno
La Academia es dirigida y administrada por una Mesa Directiva, formada por siete académicos titulares elegidos en la Asamblea Ordinaria que duran dos años en sus funciones y pueden ser reelegibles para un período consecutivo una sola vez en el mismo cargo.

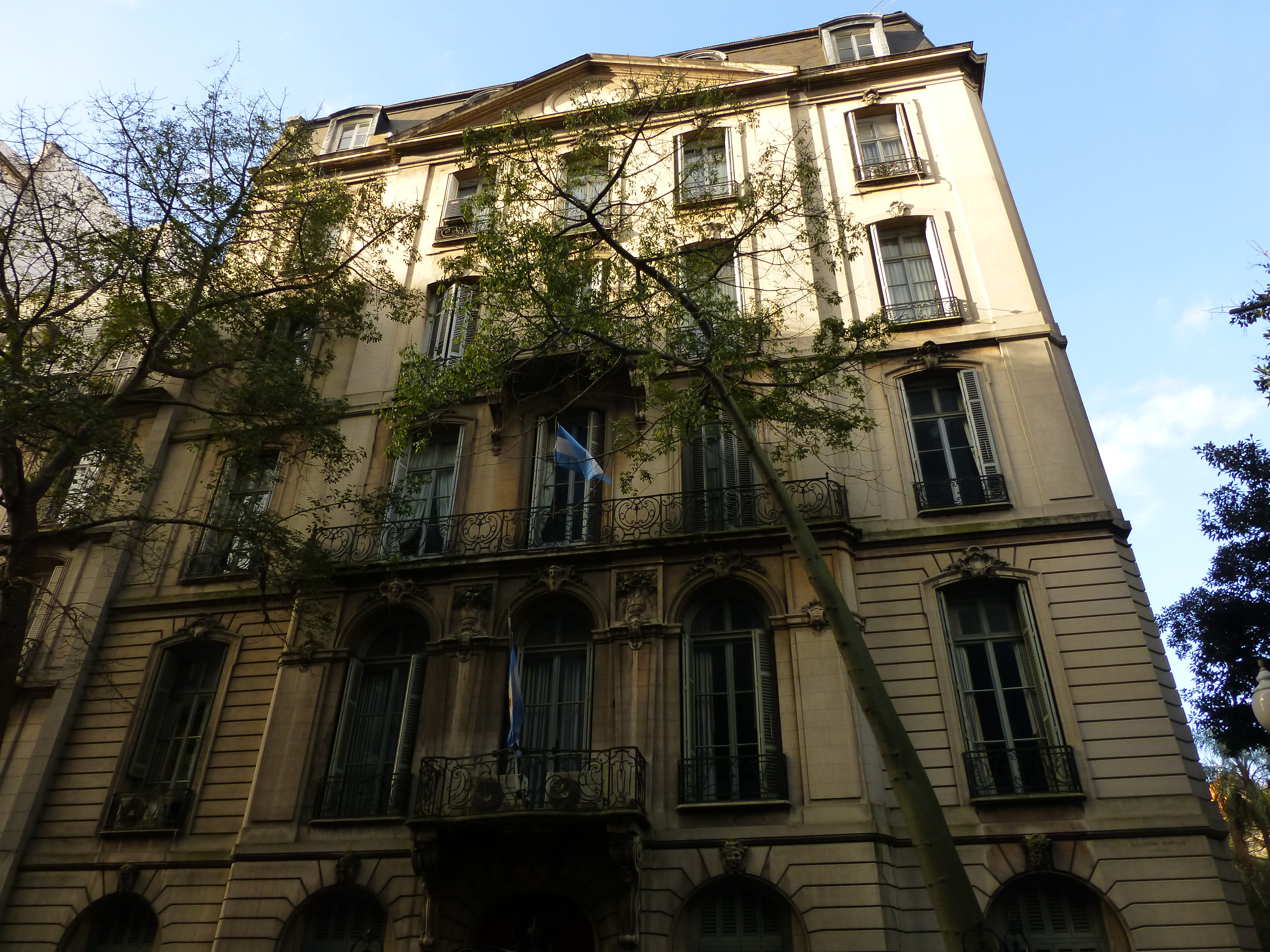
Edificio de la sede central.

## Fundadores
Los miembros fundadores fueron:
- Alois Bachmann
- Gonzalo Bosch
- Enrique Butty
- Juan U. Carrea
- Manuel F. Castello
- Eduardo L. Giuffra
- Ing. Eduardo Latzina
- Ernesto Nelson
- José Peco
- Alejandro Raimondi
- Héctor R. Ratto
- Ernesto F. Raynelli
- Emilio Ravignani
- Juan Carlos Rébora
- Ernesto Restelli
- Horacio C. Rivarola
- Mario A. Rivarola
- Ángel H. Roffo
- Celso Rojas

## Miembros
La Academia tiene treinta y cinco académicos titulares, cuarenta académicos correspondientes nacionales, dieciocho académicos correspondientes en el extranjero, un académico honorario y un académico emérito. Los académicos titulares integran siete secciones, según sus especialidades.
| Sección                                 | Académico                       | Sitial                              |
| --------------------------------------- | ------------------------------- | ----------------------------------- |
| Derecho y Ciencias Sociales y Políticas | Horacio A. García Belsunce      | Rodolfo Rivarola                    |
| Derecho y Ciencias Sociales y Políticas | Alberto B. Bianchi              | Juan Bautista Alberdi               |
| Derecho y Ciencias Sociales y Políticas | Daniel G. Alioto                | Dalmacio Vélez Sarsfield            |
| Derecho y Ciencias Sociales y Políticas | Lilian C. del Castillo          | Joaquín V. González                 |
| Derecho y Ciencias Sociales y Políticas | Marcelo Urbano Salerno          | Mariano Moreno                      |
| Derecho y Ciencias Sociales y Políticas | Jorge Reinaldo Vanossi          | Isidoro Ruiz Moreno                 |
| Medicina, Veterinaria y Ciencias Afines | Guillermo Jaim Etcheverry       | Bernardo A. Houssay                 |
| Medicina, Veterinaria y Ciencias Afines | Mariano N. Castex               | Mariano R. Castex                   |
| Medicina, Veterinaria y Ciencias Afines | Mirta Roses Periago             | Juan Ubaldo Carrea                  |
| Medicina, Veterinaria y Ciencias Afines | Juana María Pasquini            | Alfredo Lanari                      |
| Medicina, Veterinaria y Ciencias Afines | Angel Alonso                    | Ignacio Pirovano                    |
| Medicina, Veterinaria y Ciencias Afines | Daniel H. Silva                 | Enrique Finochietto                 |
| Ciencias Exactas y Naturales            | Damasia Becú de Villalobos      | Hermann Burmeister                  |
| Ciencias Exactas y Naturales            | Fausto T. L. Gratton            | Richard Gans                        |
| Ciencias Exactas y Naturales            | Prof. Dr. Luis A. Quesada Allué | Miguel Lillo                        |
| Ciencias Exactas y Naturales            | Juan Carlos Forte               | Benjamin Apthorp Gould              |
| Ciencias Exactas y Naturales            | Alberto C. Riccardi             | Francisco P. Moreno                 |
| Ciencias Exactas y Naturales            | Álvaro González Villalobos      | Julio Rey Pastor                    |
| Ingeniería, Arquitectura y Artes        | Abel Julio González             | Alejandro Christophersen            |
| Ingeniería, Arquitectura y Artes        | Antonio A. Quijano              | Nicolás Besio Moreno                |
| Ingeniería, Arquitectura y Artes        | Elena Oliveras                  | Constantino Gaito                   |
| Ingeniería, Arquitectura y Artes        | Luis A. de Vedia                | Eduardo Latzina                     |
| Ingeniería, Arquitectura y Artes        | Mario J. Solari                 | Luis A. Huergo                      |
| Ingeniería, Arquitectura y Artes        | Juan Carlos Ferreri             | Alberto Schneidewind                |
| Filosofía, Educación y Letras           | Hugo F. Bauzá                   | Juan Agustín García                 |
| Filosofía, Educación y Letras           | Dr. Francisco García Bazán      | Domingo F. Sarmiento\|Adolfo Carpio |
| Filosofía, Educación y Letras           | Mario P. M. Caimi               | Vicente Fatone                      |
| Filosofía, Educación y Letras           | Roberto J. Walton               | Alejandro Korn                      |
| Historia, Sociología y Antropología     | Miguel de Asúa                  | Bartolomé Mitre                     |
| Historia, Sociología y Antropología     | Francis Korn                    | Guillermo Furlong Cardiff           |
| Historia, Sociología y Antropología     | Eduardo A. Crivelli             | Juan B. Ambrosetti                  |
| Historia, Sociología y Antropología     | José A. Braunstein              | Florentino Ameghino                 |
| Ciencias Económicas                     | Alberto Benegas Lynch (hijo)    | Carlos Pellegrini                   |
| Ciencias Económicas                     | Ana María Martirena-Mantel      | Manuel Belgrano                     |
| Ciencias Económicas                     | Federico Sturzenegger           | Pedro José Agrelo                   |